# Alfriston (Nouvelle-Zélande)
Alfriston  est une petite localité, banlieue de la cité d’Auckland, située dans l’île du Nord de la Nouvelle-Zélande.

## Gouvernance
Avant novembre 2010, elle était sous l’autorité du Conseil du district de Papakura et est maintenant une partie de la cité élargie d’Auckland au sein de la conseil d’Auckland dans le cadre du ward de Franklin (en), qui est une des 13 divisions administratives  du conseil d’Auckland.

## Histoire
La ville fut fondée en 1840 et nommée d’après celle d’ Alfriston, dans le Sussex , en Angleterre, domicile du premier colon, qui fut le Dr George Edward Bodle. 
Le nom de la ville signifie village d’Aelfric  pour Ælfric of Eynsham.

## Éducation
Alfriston a une école secondaire nommée : collège d’Alfriston (en). avec 1 130 élèves en mars 2020 allant de l'année 9 à 13 .